# Aluminerie Alouette

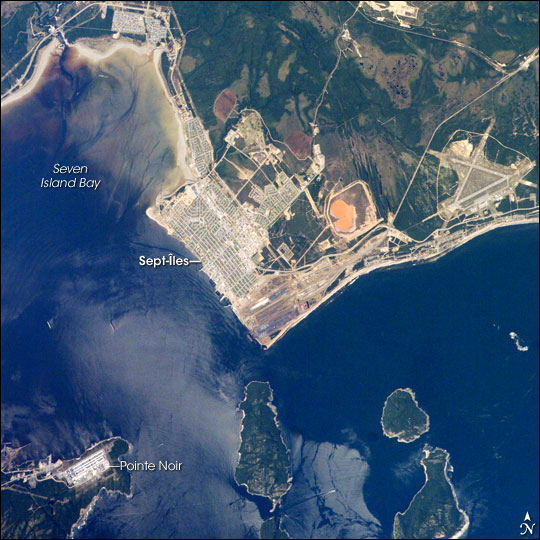
Seven Island baai met Sept-Îles in het midden en linksonder Pointe Noire

Aluminerie Alouette is een aluminiumsmelter gevestigd in Sept-Îles, Quebec, aan de oever van de Saint Lawrencerivier. Na een uitbreiding in 2005 heeft de smelter een capaciteit van 550.000 - 600.000 ton aluminium per jaar.

## Beschrijving
In 1972 werd de grote Waterkrachtcentrale Churchill Falls in Labrador opgeleverd. De opgewekte elektriciteit wordt via een hoogspanningsleiding getransporteerd naar een transformatorstation van Hydro-Québec bij Sept-Îles. De aanwezigheid van veel en goedkope stroom maakt dit een aantrekkelijke locatie voor een aluminiumsmelter. In 1985 was ook een haven voor zeeschepen gerealiseerd bij Pointe Noir waardoor grondstoffen goedkoop en efficiënt aangevoerd kunnen worden.
Op 1 september 1989 werden de plannen gelanceerd voor de bouw van een smelter met een capaciteit van 215.000 ton op jaarbasis bij de baai bij Sept-Îles. Het consortium van aandeelhouders bestond uit Société générale de financement (SGF) uit Quebec, Kobe Aluminum en Marubeni van Japan, Austria Metall AG (AMAG), het Duitse VAW en Koninklijke Hoogovens van Nederland. Hoogovens kon de plaats innemen van een partner die zich had teruggetrokken en betaalde 400 miljoen gulden voor een aandeel van 20%. In juni 1992 startte de fabriek de productie. In augustus 2002 verkocht Hoogovens, inmiddels opgegaan in Corus, haar belang voor US$ 165 miljoen aan Alcan. Rio Tinto Alcan is nu nog met 40% van de aandelen de grootste aandeelhouder.
In 2002 werden plannen bekendgemaakt om de capaciteit te verhogen. De uitbreiding werd in mei 2005 gerealiseerd. Met een investering van US$ 1,4 miljard werd de capaciteit ruimschoots verdubbeld tot 575.000 ton. De capaciteit wordt ieder jaar nog een beetje verhoogd en in 2012 produceerde Alouette 592.904 ton aluminium. Per ton aluminium verbruikt de Alouette smelter zo’n 12.800 kWh aan stroom.

## Aandeelhouders
- Rio Tinto Alcan (Canada 40%)
- AMAG (Oostenrijk, 20%)
- Hydro Aluminium (een dochteronderneming van het Noorse Norsk Hydro, 20%)
- Investissement Québec (Canada, 6,67%)
- Marubeni Metals & Minerals (Japan, 13,33%)

In november 2011 verdubbelde Marubeni haar belang tot 13,33%. Zij kocht voor US$ 180 miljoen 6,67% van de aandelen in Alouette van de Canadese staatsinvesteringsmaatschappij SGF.